# Торчинская поселковая община
Торчинская поселковая община (укр. Торчинська селищна громада) — территориальная община в Луцком районе Волынской области Украины.
Административный центр — посёлок Торчин.
Население составляет 13212 человек. Площадь — 283,5 км².
В соответствии с распоряжением Кабинета Министров Украины от 12 июня 2020 года, в состав общины вошла территория Торчинского поселкового совета, Белостокского, Буяновского, Весёловского, Воютинского, Садовского, Смолиговского и Хорохоринского сельских советов Луцкого района, Скирченского сельского совета упразднённого Гороховского района, а также Городиневского сельского совета упразднённого Рожищенского района.

## Населённые пункты
В состав общины входят 1 посёлок и 23 села:
- Посёлок Торчин
- Буновский старостинский округ:
  - Буяны
  - Усычи
  - Усычевские Будки
- Весёловский старостинский округ:
  - Весёлое
  - Верхи
- Воютинский старостинский округ:
  - Воютин
  - Гать
  - Жуковец
  - Скирче
  - Тертки
  - Чёрный Лес
- Городиневский старостинский округ:
  - Городины
  - Романов
- Садовский старостинский округ:
  - Белосток
  - Горзвин
  - Кошев
  - Садов
- Смолиговский старостинский округ:
  - Барвинок
  - Дубичанское
  - Михайловка
  - Сарновка
  - Смолигов
  - Хорохорин